# Seçkin Özdemir
Seçkin Özdemir (Istanbul, 25 agosto 1981) è un attore, conduttore televisivo, conduttore radiofonico, disc jockey e modello turco, noto per aver interpretato il ruolo di Sinan Malik nella serie Come sorelle (Sevgili Geçmiş).

## Biografia
Seçkin Özdemir è nato il 25 agosto 1981 a Istanbul (Turchia), di origine Sinope ed ha un fratello maggiore e due sorelle maggiori. Fino agli anni dell'università a Kocaeli, ha trascorso la sua adolescenza per le strade di Gaziosmanpaşa.

## Carriera
Seçkin Özdemir ha completato la sua istruzione primaria e superiore a Istanbul e ha completato la sua formazione universitaria presso il Dipartimento di Economia dell'Università di Kocaeli ed ha anche studiato teatro al Müjdat Gezen Art Center. Nel 2000 ha iniziato a lavorare come programmatore radiofonico in Red Fm, una delle radio regionali di musica straniera di Kocaeli e ha lavorato come DJ ad Adalia, Istanbul e Bodrum.
Nel 2008 ha fatto la sua prima apparizione come attore con il ruolo di Burak nella serie Yaban Gülü. Nel 2011 ha ricoperto lo stesso ruolo nella serie Yalancı Bahar. Nel 2011 e nel 2012 ha interpretato il ruolo di Ilyas Avci nella serie Al Yazmalım. Nel 2012 ha interpretato il ruolo di Leo nella serie Il secolo magnifico (Muhtesem Yüzyil). Nel 2013 e nel 2014 ha ricoperto il ruolo di Korkut Ali nella serie Bir Aşk Hikayesi.
Nel 2014 ha interpretato il ruolo di Ali Yusuf Tan nella serie Günahkâr. L'anno successivo, nel 2015, ha ricoperto il ruolo di Adnan Korhan nella serie Racon: Ailem İçin. Nel 2015 e nel 2016 ha interpretato il ruolo di Bulut Ocak nella serie Acı Aşk. Nel 2016 e nel 2017 è entrato a far parte del cast della serie Kiralık Aşk, nel ruolo di Pamir Marden.
Nel 2017 ha interpretato il ruolo di Yaman nel film Bir Nefes Yeter diretto da Yasemin Erkul Türkmenli. Nello stesso anno ha ricoperto il ruolo di Barış Buka nella serie Ateşböceği. L'anno successivo, nel 2018, ha interpretato il ruolo di Gökhan nel film Bücür diretto da Umut Kırca. Nello stesso anno ha recitato nelle serie Tehlikeli Karım (nel ruolo di Alper Boztepe) e Can Kırıkları (nel ruolo di Aslan Erçetin).
Nel 2019 è stato scelto per interpretare il ruolo di Sinan Malik nella serie Come sorelle (Sevgili Geçmiş) e dove ha recitato insieme ad attrici come Ece Uslu, Sevda Erginci, Melis Sezen, Elifcan Ongurlar e Özge Özacar. L'anno successivo, nel 2020, ha interpretato il ruolo di Yiğit Atahanlı nella serie Hizmetçiler. Nel 2020 e nel 2021 ha ricoperto il ruolo di Flatyos nella serie Kuruluş Osman. Nel 2021 ha interpretato il ruolo di Şahin Kara nella serie Baş Belası.

## Filmografia

### Cinema
- Bir Nefes Yeter, regia di Yasemin Erkul Türkmenli (2017)
- Bücür, regia di Umut Kırca (2018)

### Televisione
- Yaban Gülü – serie TV, 15 episodi (2008)
- Yalancı Bahar – serie TV (2011)
- Al Yazmalım – serie TV (2011-2012)
- Il secolo magnifico (Muhteşem Yüzyıl) – serie TV, 23 episodi (2012)
- Bir Aşk Hikayesi – serie TV, 36 episodi (2013-2014)
- Günahkâr – serie TV, 7 episodi (2014)
- Racon: Ailem İçin – serie TV, 4 episodi (2015)
- Acı Aşk – serie TV, 13 episodi (2015-2016)
- Kiralık Aşk – serie TV, 13 episodi (2016-2017)
- Ateşböceği – serie TV, 17 episodi (2017)
- Tehlikeli Karım – serie TV, 6 episodi (2018)
- Can Kırıkları – serie TV, 4 episodi (2018)
- Come sorelle (Sevgili Geçmiş) – serie TV, 8 episodi (2019)
- Hizmetçiler – serie TV, 3 episodi (2020)
- Kuruluş Osman – serie TV, 21 episodi (2020-2021)
- Baş Belası – serie TV, 13 episodi (2021)

## Doppiatori italiani
Nelle versioni in italiano dei suoi film e delle sue serie tv, Seçkin Özdemir è stato doppiato da:
- Marco Vivio[34] in Come sorelle[35]

## Riconoscimenti
- Pantene Golden Butterfly Awards
  - 2017: Candidato come Miglior attore in una commedia romantica per la serie Ateşböceği
  - 2018: Candidato come Miglior attore in una commedia romantica per la serie Ateşböceği